# Paroeme orientalis
Paroeme orientalis là một loài bọ cánh cứng trong họ Cerambycidae.